# 莫里亚克
莫里亚克（法語：Mauriac，法語發音：[moʁjak] ⓘ），法国中南部城市，奥弗涅-罗讷-阿尔卑斯大区康塔尔省的一个市镇，同时也是该省的一个副省会，下辖莫里亚克区，其市镇面积为27.61平方公里，2022年1月1日时人口数量为3,503人，在法国城市中排名第3,170位。
莫里亚克位于康塔尔省西北部，康塔尔山西侧，是一个区域性的中心城市，多条公路在此交汇。莫里亚克因当地的圣母大教堂而闻名，自中世纪末期成为区域性的行政中心，其附近地区被称为“莫里亚夸”。

## 地名来源
“Mauriac”一名出自拉丁语人名“Maurius”，后者可能是当地历史上的一名领主，其生平尚有待进一步考证。
莫里亚克所处区域历史上曾通行奥克语奥弗涅方言，“Mauriac”在奥克语维基百科及Openstreetmap中对应的拼写与法语相同。

## 历史

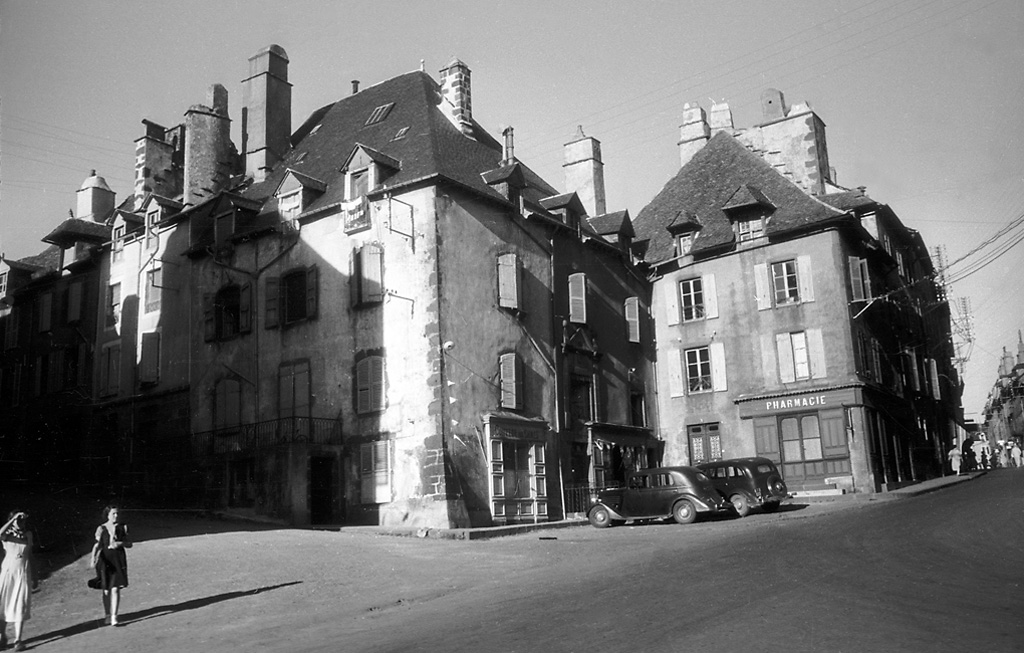
20世纪初的莫里亚克

莫里亚克所处的欧兹河谷地区在青铜器时期就已出现人类活动。根据当地官方网站的论述，莫里亚克城市始建于高卢-罗马时期。公元6世纪时，法兰克国王提乌德里克一世之子提欧德希尔德在莫里亚克修建了一处神庙。公元9世纪时，在奥弗涅公爵的支持下，莫里亚克神庙被扩建为圣伯多禄修道院（monastère Saint-Pierre de Mauriac），该建筑吸引了大批天主教徒，莫里亚克人口数量逐年增加。公元11世纪，莫里亚克圣母教堂建成。1472年，在法兰西国王路易十一的批准下，莫里亚克开辟了圣马里集市（foire Saint-Mary）。17世纪时，莫里亚克成为上奥弗涅地区的首府，当地出现了公共行政局等设施。法国大革命后，莫里亚克成为康塔尔省的一个市镇，并在1790至1795年间成为该省的一个地区行署，后改建为副省会。1921年，教宗本笃十五世为莫里亚克圣母教堂加冕“大教堂”头衔。第二次世界大战后，莫里亚克政府及部分居民曾参与阿尔萨斯地区的重建工程。

## 地理

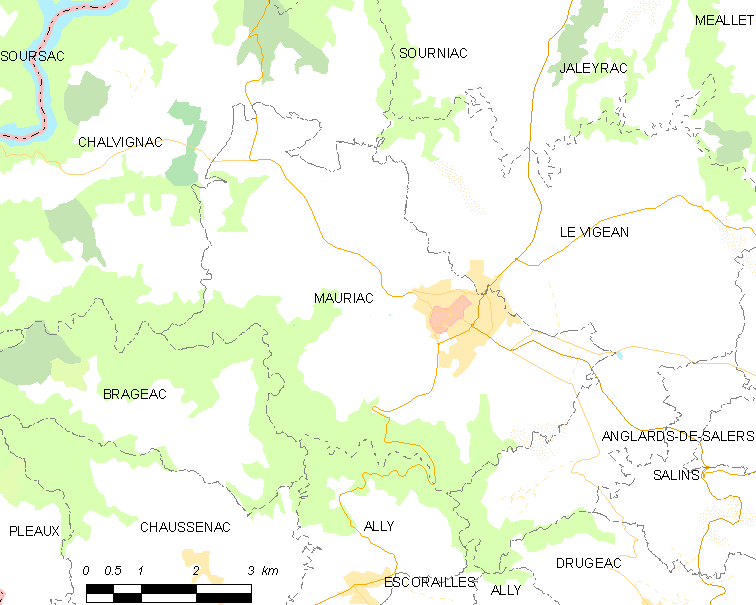
莫里亚克市镇范围地图

莫里亚克位于法国中南部，奥弗涅-罗讷-阿尔卑斯大区西南部和康塔尔省西北部，距离省会欧里亚克大约50公里。与莫里亚克接壤的市镇包括：阿利、布拉雅克、沙尔维尼亚克、勒维让。

### 地形
莫里亚克位于法国中央高原腹地，境内以山地和丘陵为主，市镇中心地势较为平坦，整体地势自东南向西北抬升，全境海拔在351到760米之间。

### 水文

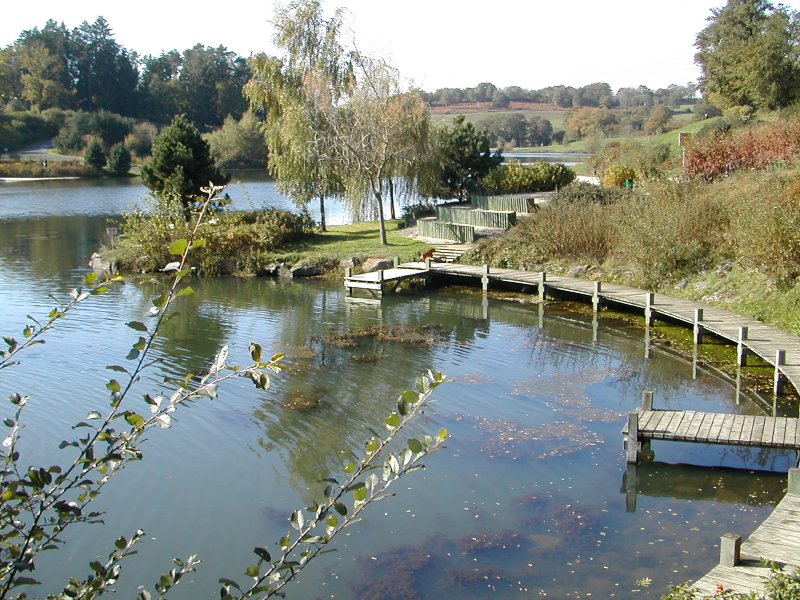
莫里亚克湖畔的人行栈道

莫里亚克位于加龙河流域范围内，一条名叫“Saint-Jean”的溪流发源于莫里亚克市区西南，该河上修建有水坝，并由此形成莫里亚克湖（Lac de Mauriac）。

### 植被
莫里亚克属于温带阔叶混交林区，部分高海拔区域有针叶林分布，林地多分布于市镇范围西北的山地地区。
在鲜花城市的评比中，莫里亚克被评为1星级鲜花城市。

### 气候
莫里亚克在柯本气候分类法中属于带有温带海洋性气候特征的山地气候。
莫里亚克境内设有常年气象站，以下为该气象站的数据（其中日照数据取自欧里亚克气象站）：
| 莫里亚克1981年－2019年 | 莫里亚克1981年－2019年 | 莫里亚克1981年－2019年 | 莫里亚克1981年－2019年 | 莫里亚克1981年－2019年 | 莫里亚克1981年－2019年 | 莫里亚克1981年－2019年 | 莫里亚克1981年－2019年 | 莫里亚克1981年－2019年 | 莫里亚克1981年－2019年 | 莫里亚克1981年－2019年 | 莫里亚克1981年－2019年 | 莫里亚克1981年－2019年 | 莫里亚克1981年－2019年 |
| 月份                   | 1月                    | 2月                    | 3月                    | 4月                    | 5月                    | 6月                    | 7月                    | 8月                    | 9月                    | 10月                   | 11月                   | 12月                   | 全年                   |
| ---------------------- | ---------------------- | ---------------------- | ---------------------- | ---------------------- | ---------------------- | ---------------------- | ---------------------- | ---------------------- | ---------------------- | ---------------------- | ---------------------- | ---------------------- | ---------------------- |
| 历史最高温 °C（°F）    | 18 (64)                | 22 (72)                | 24 (75)                | 28 (82)                | 30 (86)                | 37.5 (99.5)            | 37 (99)                | 39.5 (103.1)           | 33 (91)                | 29 (84)                | 23 (73)                | 17.6 (63.7)            | 39.5 (103.1)           |
| 平均高温 °C（°F）      | 6.7 (44.1)             | 7.7 (45.9)             | 11.2 (52.2)            | 13.3 (55.9)            | 18.4 (65.1)            | 21.9 (71.4)            | 24.3 (75.7)            | 24.1 (75.4)            | 19.8 (67.6)            | 15.6 (60.1)            | 9.6 (49.3)             | 6.9 (44.4)             | 15 (59)                |
| 日均气温 °C（°F）      | 3.5 (38.3)             | 4.1 (39.4)             | 6.9 (44.4)             | 8.8 (47.8)             | 13.4 (56.1)            | 16.4 (61.5)            | 18.6 (65.5)            | 18.6 (65.5)            | 14.7 (58.5)            | 11.5 (52.7)            | 6.2 (43.2)             | 3.8 (38.8)             | 10.5 (50.9)            |
| 平均低温 °C（°F）      | 0.3 (32.5)             | 0.4 (32.7)             | 2.5 (36.5)             | 4.2 (39.6)             | 8.3 (46.9)             | 11 (52)                | 12.9 (55.2)            | 13.1 (55.6)            | 9.6 (49.3)             | 7.4 (45.3)             | 2.9 (37.2)             | 0.7 (33.3)             | 6.1 (43.0)             |
| 历史最低温 °C（°F）    | −12.2 (10.0)           | −15 (5)                | −14.5 (5.9)            | −5 (23)                | −1 (30)                | 2 (36)                 | 5 (41)                 | 3.5 (38.3)             | 1 (34)                 | −6.5 (20.3)            | −10 (14)               | −11 (12)               | −15 (5)                |
| 平均降水量 mm（）      | 106.2 (4.18)           | 95.3 (3.75)            | 98.6 (3.88)            | 123 (4.8)              | 128.1 (5.04)           | 98.6 (3.88)            | 87.1 (3.43)            | 94 (3.7)               | 122.5 (4.82)           | 125.4 (4.94)           | 126.5 (4.98)           | 119.4 (4.70)           | 1,324.7 (52.15)        |
| 月均日照時數           | 110                    | 126.8                  | 177.2                  | 179.3                  | 210.4                  | 242.1                  | 268                    | 248.8                  | 206.1                  | 148.7                  | 100.3                  | 100                    | 2,117.7                |
| 来源：infoclimat.fr    |                        |                        |                        |                        |                        |                        |                        |                        |                        |                        |                        |                        |                        |

## 行政区划
莫里亚克的市镇编号为15120，邮政编号为15200。
在行政管理方面，莫里亚克隶属于法国奥弗涅-罗讷-阿尔卑斯大区康塔尔省，是该省的一个副省会，下辖莫里亚克区；在地方选举方面，莫里亚克是莫里亚克县的中央投票站所在地，其市镇范围全境被划入康塔尔省第二选区；在社会管理方面，莫里亚克是莫里亚克地区市镇公共社区的办公驻地。
法国国家统计与经济研究所（简称）在进行数据统计时，将莫里亚克单独设为莫里亚克城市核心区（Unité urbaine de Mauriac），并将包括核心区在内的周边共5个市镇划为莫里亚克城市区。自2020年起，莫里亚克城市区被包含16个市镇的莫里亚克城市辐射区代替。此外，还将莫里亚克市镇整体看作一个“块区”（IRIS），以便于统计人口分布情况。

## 交通

### 公路
多条康塔尔省省道在莫里亚克境内交汇。奥弗涅-罗讷-阿尔卑斯大区下属的城际客运提供巴士线路，可前往欧里亚克、克莱蒙费朗、博尔莱索尔格、伊德等地。
| 22 | 47 |

| 25 | 73 |

| 欧里亚克 | 49 |

| 拉罗克布鲁 | 43 |

| 蒂勒 | 66 |

| 于塞勒 | 47 |

| 阿让塔 | 52 |

| 拉斯蒂克堡 | 77 |

2019年，61.3%的莫里亚克家庭拥有至少一辆私人汽车。2019年，莫里亚克境内共发生各类交通事故1起，造成1人重伤。

### 铁路
莫里亚克位于布尔日－米耶卡兹铁路上，该铁路自1952年起因博尔莱索尔格水坝的建成而中断。
距离莫里亚克最近的运营中的客运铁路车站为46公里外的埃格勒通站，该站停靠往返于布里夫拉盖亚尔德和于塞勒一线的区域列车。

### 航空
距离莫里亚克最近的民用航空站为欧里亚克机场，距离莫里亚克市中心的公路里程约53公里。

### 城市公共交通
截至2022年10月，莫里亚克暂无城市公共交通系统。

## 政治

### 市政内阁

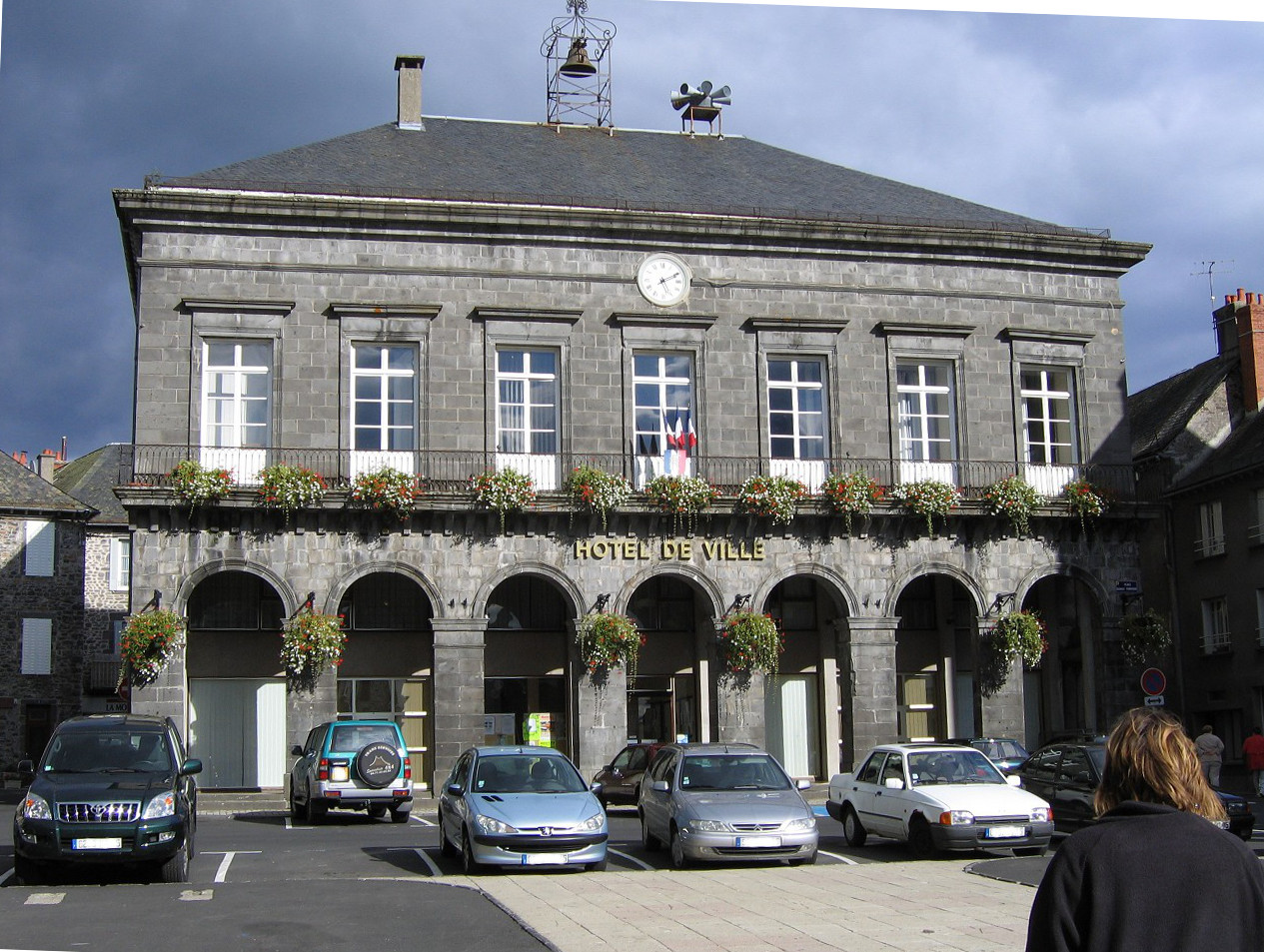
莫里亚克市政厅

莫里亚克的现任市长为埃德维格·赞奇女士（Edwige ZANCHI），她是一名无党派人士，在2020年的市政选举中获得了59.59%的支持率。
| 莫里亚克历届市长 | 莫里亚克历届市长               | 莫里亚克历届市长                   |
| 任期             | 市长                           | 党派                               |
| ---------------- | ------------------------------ | ---------------------------------- |
| 1944年－1945年   | Jean CHASTANG 让·沙斯唐        | 不详                               |
| 1945年－1953年   | Raymonde PÉRIÉ 雷蒙·佩里耶     | 不详                               |
| 1953年－1964年   | Jean LAVIGNE 让·拉维涅         | 不详                               |
| 1964年－1965年   | René CHAVIGNIER 勒内·沙维尼耶  | 不详                               |
| 1965年－1984年   | Augustin CHAUVET 奥古斯丁·绍韦 | UDR共和国保卫联盟 →RPR保衛共和聯盟 |
| 1984年－2001年   | Alain GOLDFEIL 阿兰·戈尔德费伊 | RPR保衛共和聯盟 →UMP人民运动联盟   |
| 2001年－2020年   | Gérard LEYMONIE 热拉尔·莱莫尼  | UMP人民运动联盟 →LR共和黨          |
| 2020年－         | Edwige ZANCHI 埃德维格·赞奇    | 無黨籍                             |

### 各级选举
| 莫里亚克历届投票选举结果 | 莫里亚克历届投票选举结果 | 莫里亚克历届投票选举结果 | 莫里亚克历届投票选举结果 | 莫里亚克历届投票选举结果          | 莫里亚克历届投票选举结果 | 莫里亚克历届投票选举结果    | 莫里亚克历届投票选举结果    | 莫里亚克历届投票选举结果    | 莫里亚克历届投票选举结果 |
| 选举项目                 | 选举范围                 | 选区单位                 | 选区单位内的选举结果     | 选区单位内的选举结果              | 选区单位内的选举结果     | 选区单位内的选举结果        | 选区单位内的选举结果        | 选区单位内的选举结果        | 参考资料                 |
| 选举项目                 | 选举范围                 | 选区单位                 | 第一轮胜出者             | 第一轮胜出者                      | 支持率                   | 第二轮胜出者                | 第二轮胜出者                | 支持率                      | 参考资料                 |
| ------------------------ | ------------------------ | ------------------------ | ------------------------ | --------------------------------- | ------------------------ | --------------------------- | --------------------------- | --------------------------- | ------------------------ |
| 2017年法國總統選舉       | 法國                     | 市镇                     |                          | 埃马纽埃尔·马克龙                 | 29.23%                   |                             | 埃马纽埃尔·马克龙           | 72.2%                       | [ 24 ]                   |
| 2017年法国立法选举       | 康塔尔省第二选区         | 市镇                     |                          | 让-伊夫·博尼                      | 38.7%                    |                             | 让-伊夫·博尼                | 59.61%                      | [ 24 ]                   |
| 2019年欧洲议会选举       | 法國                     | 市镇                     |                          | 若尔当·巴尔代拉                   | 20.56%                   | （不适用）                  | （不适用）                  | （不适用）                  | [ 26 ]                   |
| 2021年法国省级选举       | 康塔尔省                 | 县                       |                          | 让-伊夫·博尼 玛丽·埃莱娜·沙斯特尔 | 100%                     | （不适用） （无其他候选人） | （不适用） （无其他候选人） | （不适用） （无其他候选人） | [ 27 ]                   |
| 2021年法国省级选举       | 康塔尔省                 | 市镇                     |                          | 让-伊夫·博尼 玛丽·埃莱娜·沙斯特尔 | 100%                     | （不适用） （无其他候选人） | （不适用） （无其他候选人） | （不适用） （无其他候选人） | [ 27 ]                   |
| 2021年法国大区选举       |                          | 市镇                     |                          | 洛朗·沃基耶                       | 66.99%                   |                             | 洛朗·沃基耶                 | 72.67%                      | [ 28 ]                   |
| 2022年法国总统选举       | 法國                     | 市镇                     |                          | 埃马纽埃尔·马克龙                 | 28.34%                   |                             | 埃马纽埃尔·马克龙           | 55.92%                      | [ 24 ]                   |
| 2022年法国立法选举       | 康塔尔省第二选区         | 市镇                     |                          | 让-伊夫·博尼                      | 43.68%                   |                             | 让-伊夫·博尼                | 72.36%                      | [ 24 ]                   |

## 人口
2019年，莫里亚克市镇人口数量为3,498，在法国排名第3,170位。其中男性1,592人，女性1,906人，75岁及以上人口占15.6%，外籍人口数量为59人，人口密度为127人/平方公里，当地居民被称为（男性）或（女性）。2020年，莫里亚克境内出生18人，死亡人口85人。
| 莫里亚克1901年－2019年人口变化情况 |
|                                    |
| 数据来源：Cassini、INSEE           |

## 经济

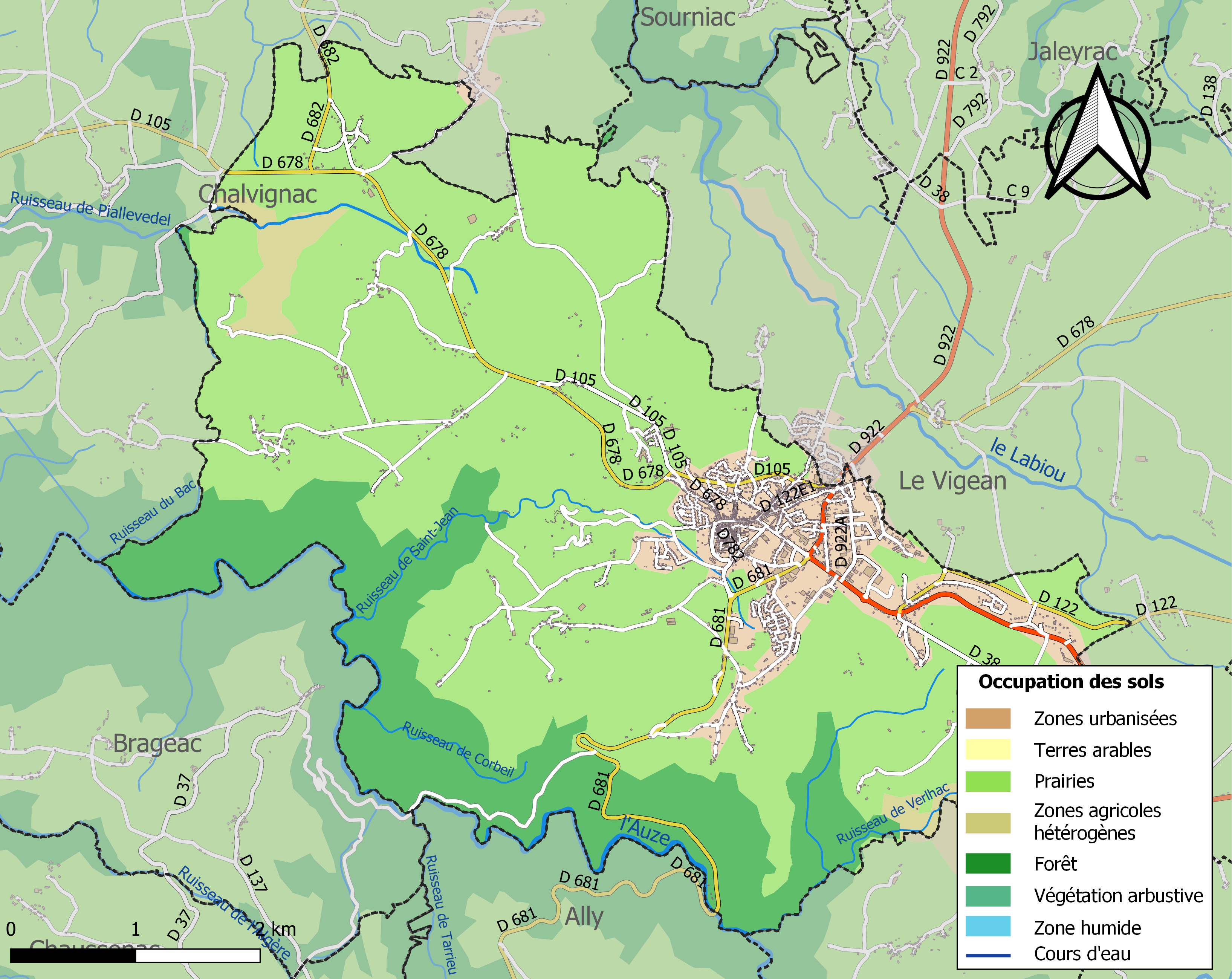
莫里亚克土地利用情况地图

莫里亚克是一个区域性的中心城市。截止2022年11月，莫里亚克市镇范围内共有各类用人单位（包含自雇）682家，平均历史为20年，其中98.71%为中小型企业（PME），2022年9月至11月间，当地的经济活力指数为0.15%。（零售）、（器械制造）及（电力安装）是当地2021年营业额最高的三个企业，分别为23,175,832欧元、8,542,034欧元和3,849,698欧元。

## 财政与居民收入
2020年，莫里亚克的财政收入总额为5,068,820欧元，财政支出总额为4,057,420欧元，当年的债务总额为6,137,360欧元。2021年，莫里亚克市镇共获得1,123,599欧元的国家财政补助，比上一年减少了0.13%。
2020年，莫里亚克的人均月收入总额为1,768欧元，其中高级职员为3,143欧元，低于法国平均水平（4,230欧元）；中级职员为2,116欧元，低于法国平均水平（2,411欧元）；普通职员为1,611欧元，亦低于法国平均水平（1,740欧元）。
2019年，莫里亚克境内的青壮年（15至64岁）失业率为9.6%，当地45.4%的家庭拥有纳税资格，平均纳税1,758欧元，低于法国平均水平（3,910欧元）。

## 社会事务

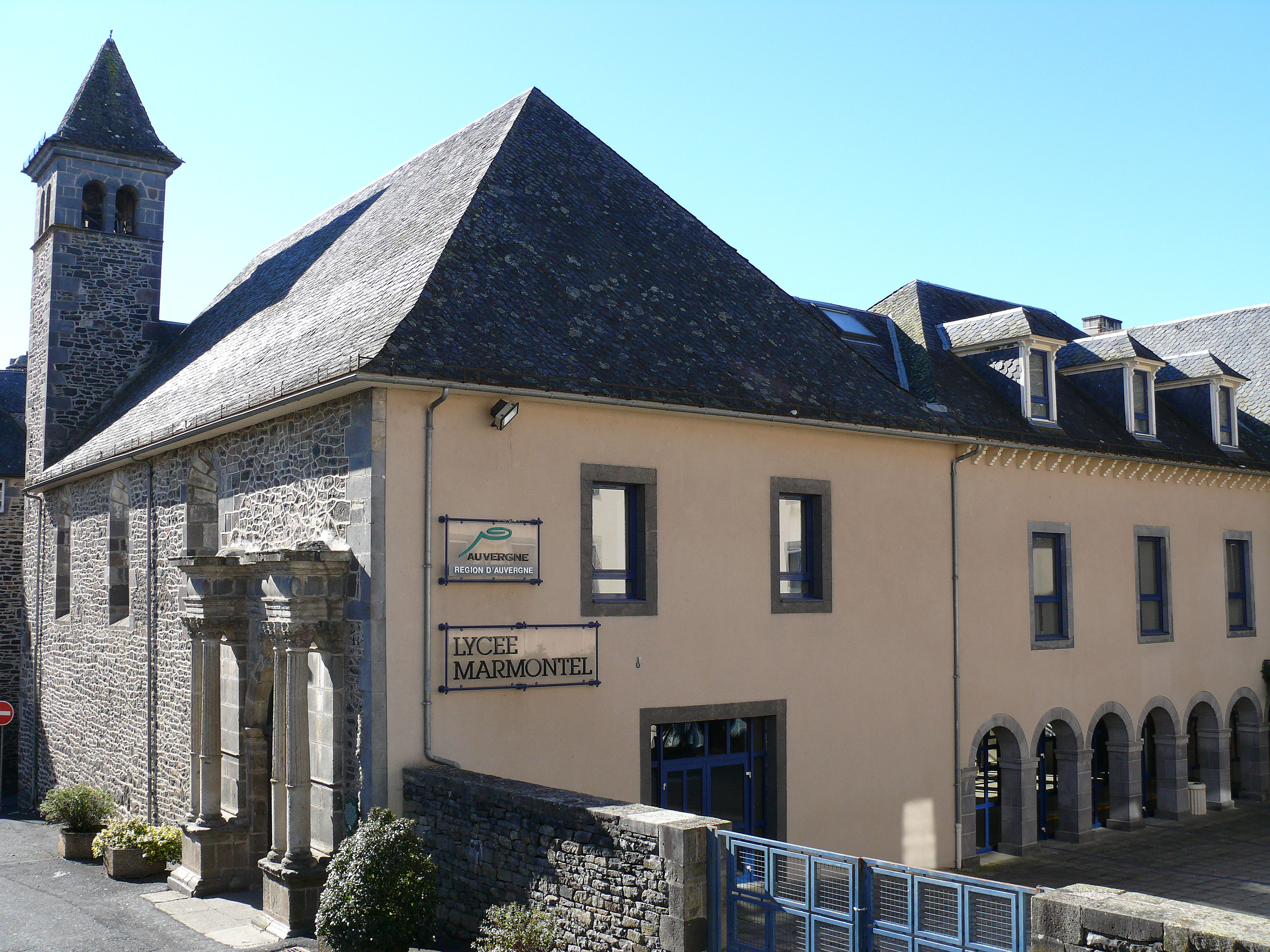
莫里亚克的一所高级中学

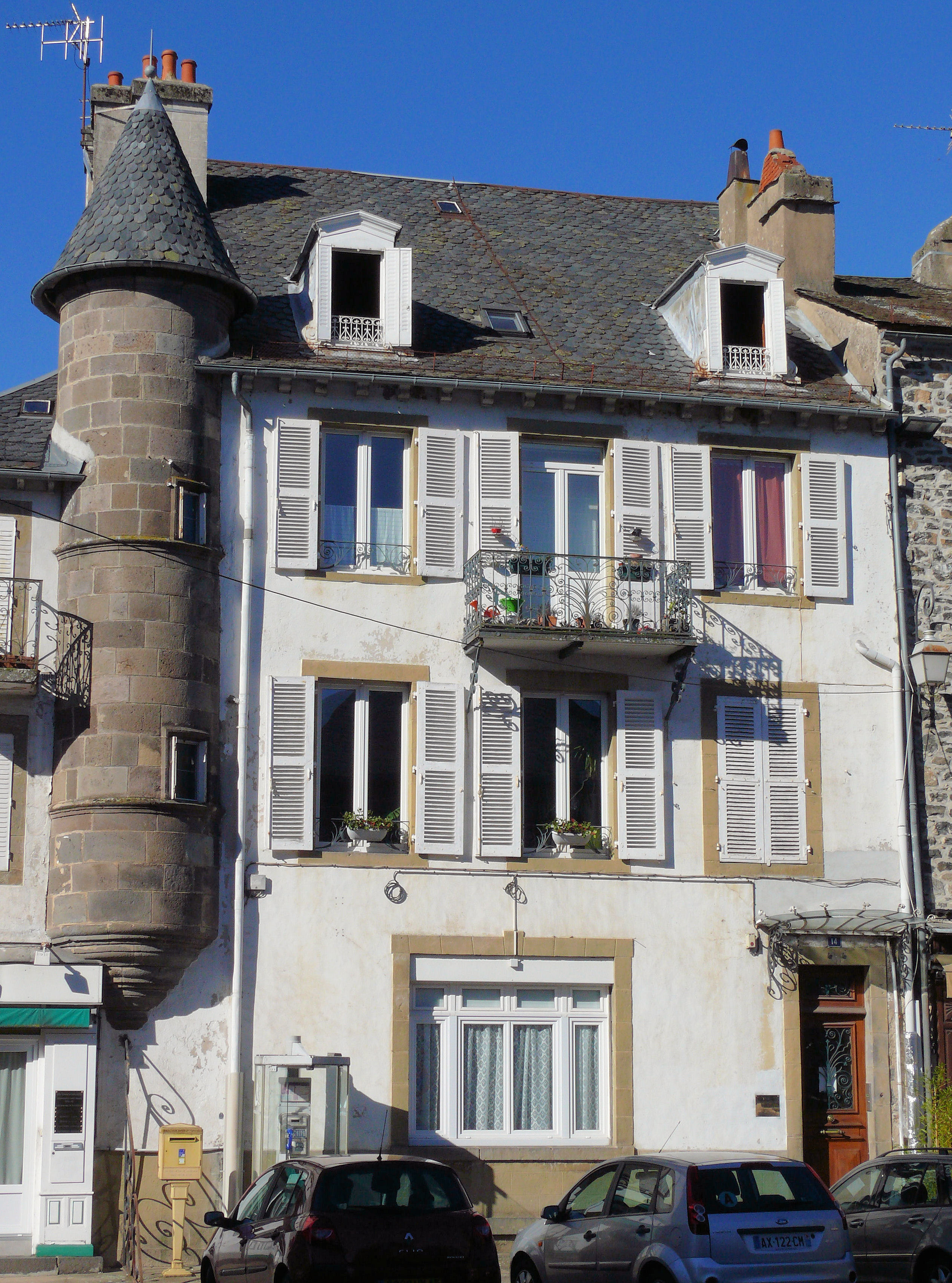
一处民居

### 教育
莫里亚克属于克莱蒙费朗学区。截止2021年1月1日，莫里亚克境内共有2所小学、2所初级中学、1所普通高中和1所农业高中。2018至2019学年度，莫里亚克境内共有在校中等教育阶段学生733名。

### 医疗
截止2021年1月1日，莫里亚克境内共有全科医生4名、保健师5名、牙医5名、护士14名和眼科医生1名。境内共有药房4家、养老院1家、残疾人帮扶中心4家。
莫里亚克中心医院（Centre Hospitalier de Mauriac）是法国的一个区域性医疗机构，其主病区位于莫里亚克市区，设有床位230个，是当地规模最大的公立综合性医院。

### 住房
2019年，莫里亚克境内共有各类住房2,348套，其中58.8%为独立式居民区，41.1%为集中式居民区。常住房屋占莫里亚克市镇范围内居民建筑总量的74.1%。
在住房保障政策方面，2021年，莫里亚克境内共有451户家庭获得了住房经济补助，受益人数占总人口数量的12.9%，其中438份为房租补助。

### 商业
2021年，莫里亚克境内共有各类实体商铺147家，其中餐厅17家、大型超市7家、杂货店1家、面包房5家、肉铺3家、书店4家、装饰品店1家、银行门店5家、美容美发店11家、汽车维修店14家。市区东南部和东北部分别建有一家家乐福和Intermarché购物商场。

### 体育
2021年，莫里亚克境内共有1家游泳池、3间体育馆、1座综合体育场、7处网球场、2处足球或橄榄球场、1处篮球或排球场以及1处高尔夫球场。
截至2022年9月，莫里亚克境内共有两家注册足球俱乐部。阿利-莫里亚克足球俱乐部（Football Club Ally Mauriac，编号541847）是当地的代表性足球队，成立于1992年，其主队2022至2023赛季参加奥弗涅-罗讷-阿尔卑斯大区足球联赛丙组（法国第八级别），其主场为让·拉维涅球场（Stade Jean Lavigne）。
莫里亚克竞技俱乐部（Racing Club Mauriacois）是当地的一家橄榄球俱乐部，其主队2022至2023赛季参加法国全国橄榄球丙组联赛（法国第七级别），其主场为让·拉维涅球场（Stade Jean Lavigne）。

### 环境
莫里亚克的环境事务由其所属的莫里亚克地区市镇公共社区联合各级政府协调负责。2021年，莫里亚克境内暂无污染企业。

### 治安
2021年，莫里亚克市镇范围内有1处宪兵队。
莫里亚克国家宪兵队（zone gendarmerie de Mauriac）的管辖范围包括了66个市镇。2020年，该宪兵队累计记录各类案件583起，其中盗窃类案件239起，经济类案件106起，毒品交易类案件31起。

## 文化
2021年，莫里亚克境内有1家电影院。莫里亚克市政府提供多媒体中心，每周一、二、三、五、六向公众开放。

### 建筑
莫里亚克境内有多处历史建筑，其中法国国家文物保护单位包括莫里亚克奇迹圣母大教堂、圣伯多禄修道院（Monastère Saint-Pierre）等。

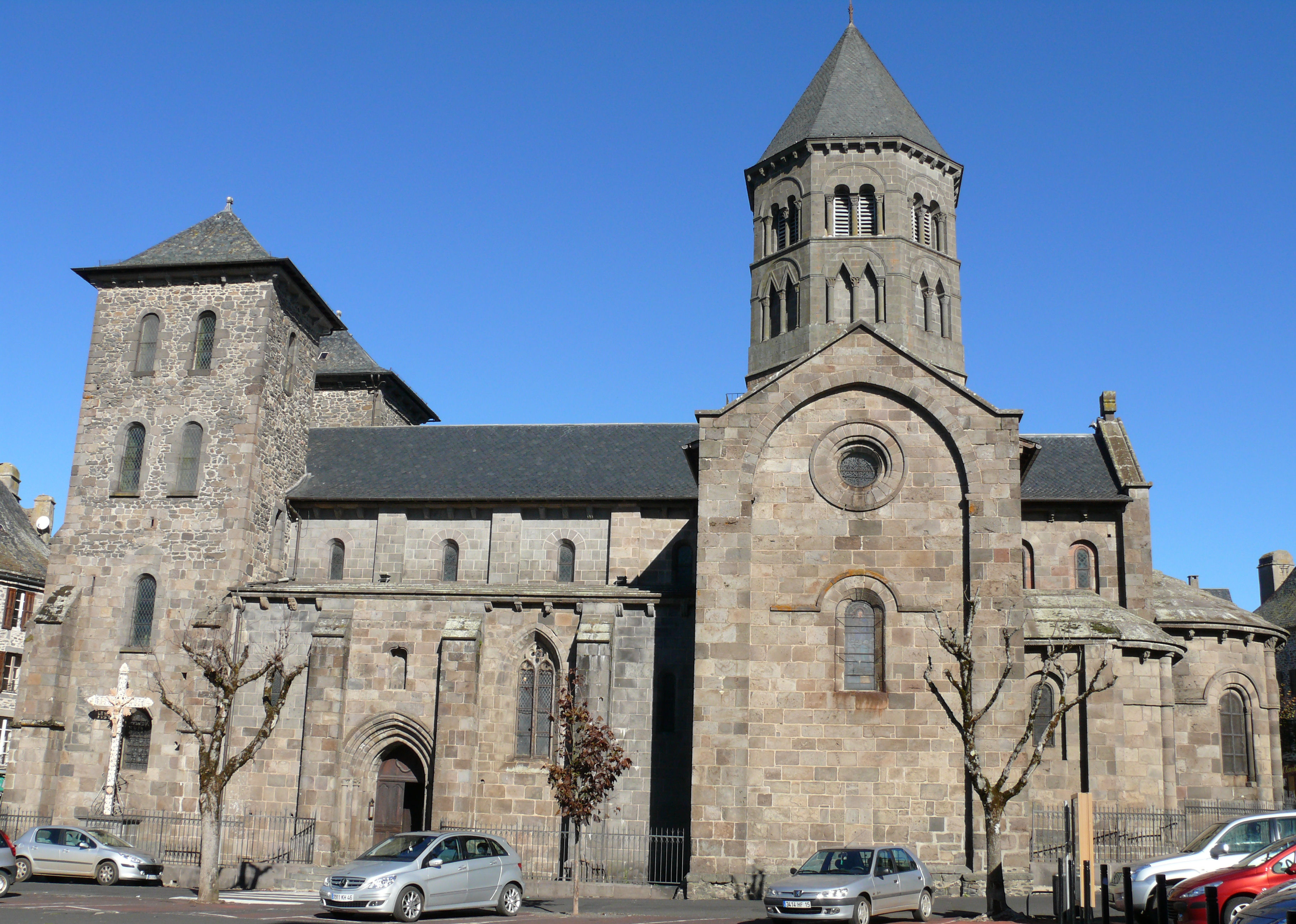
奇迹圣母大教堂（法语：Basilique Notre-Dame-des-Miracles de Mauriac）
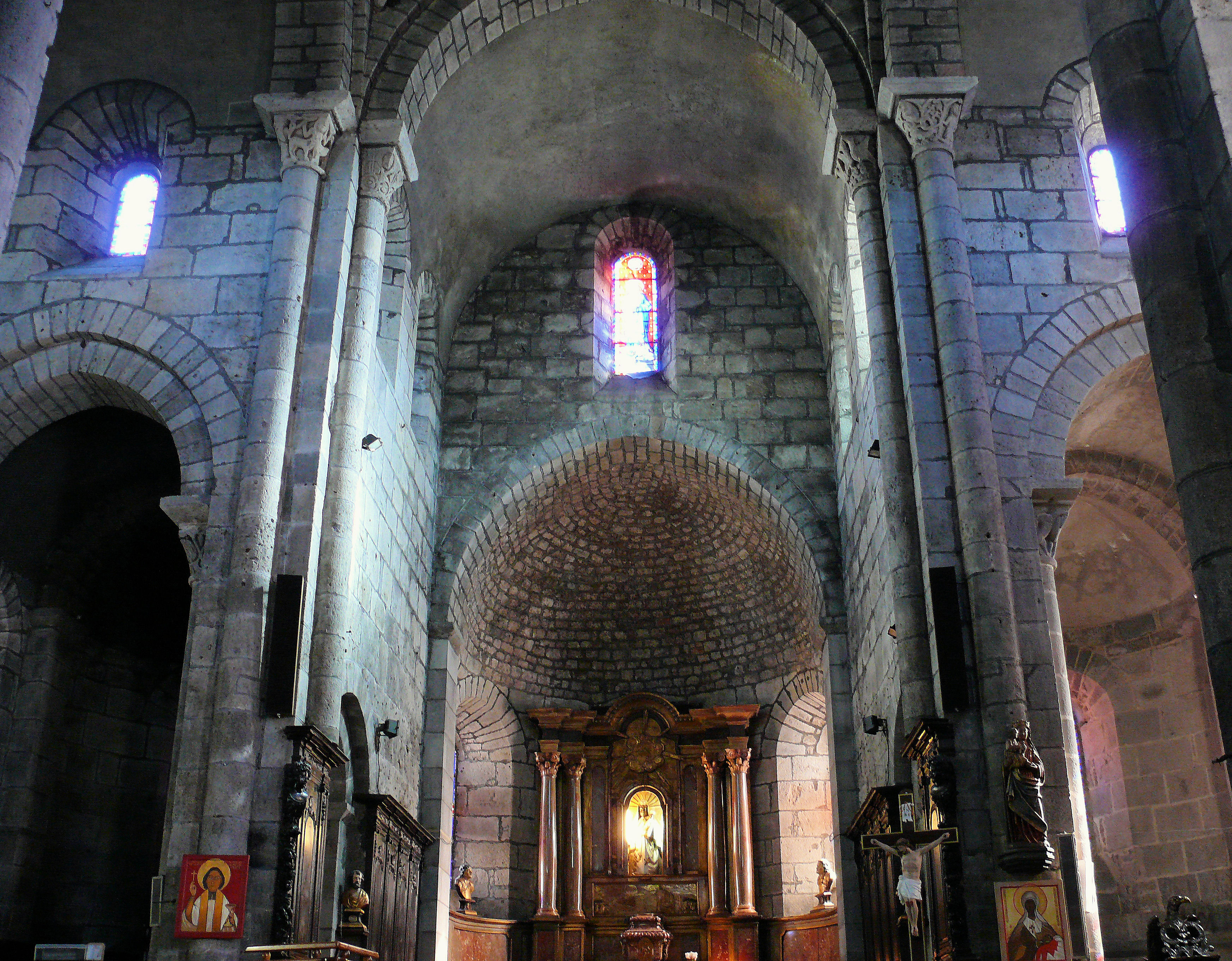
教堂后殿
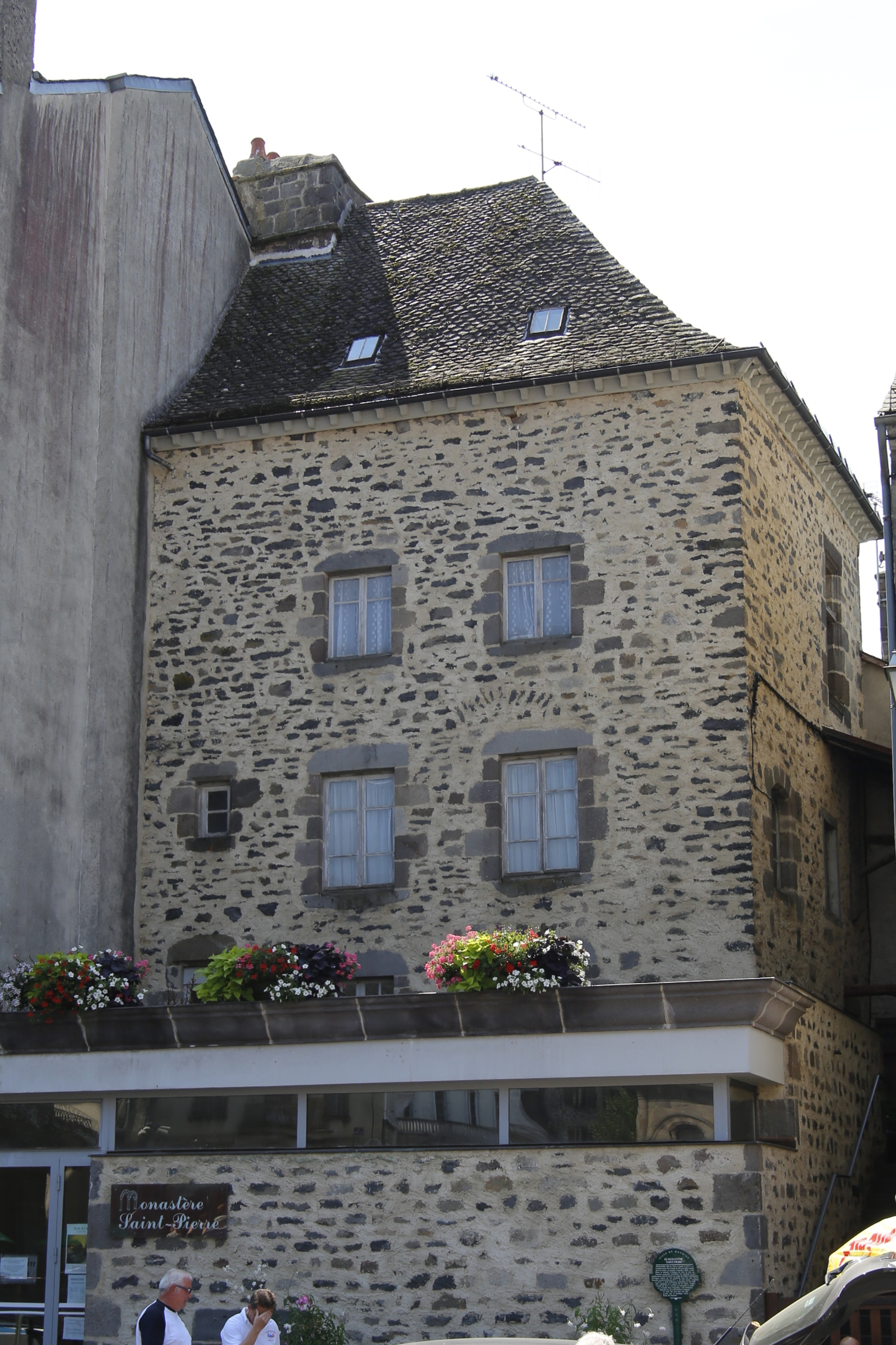
圣伯多禄修道院
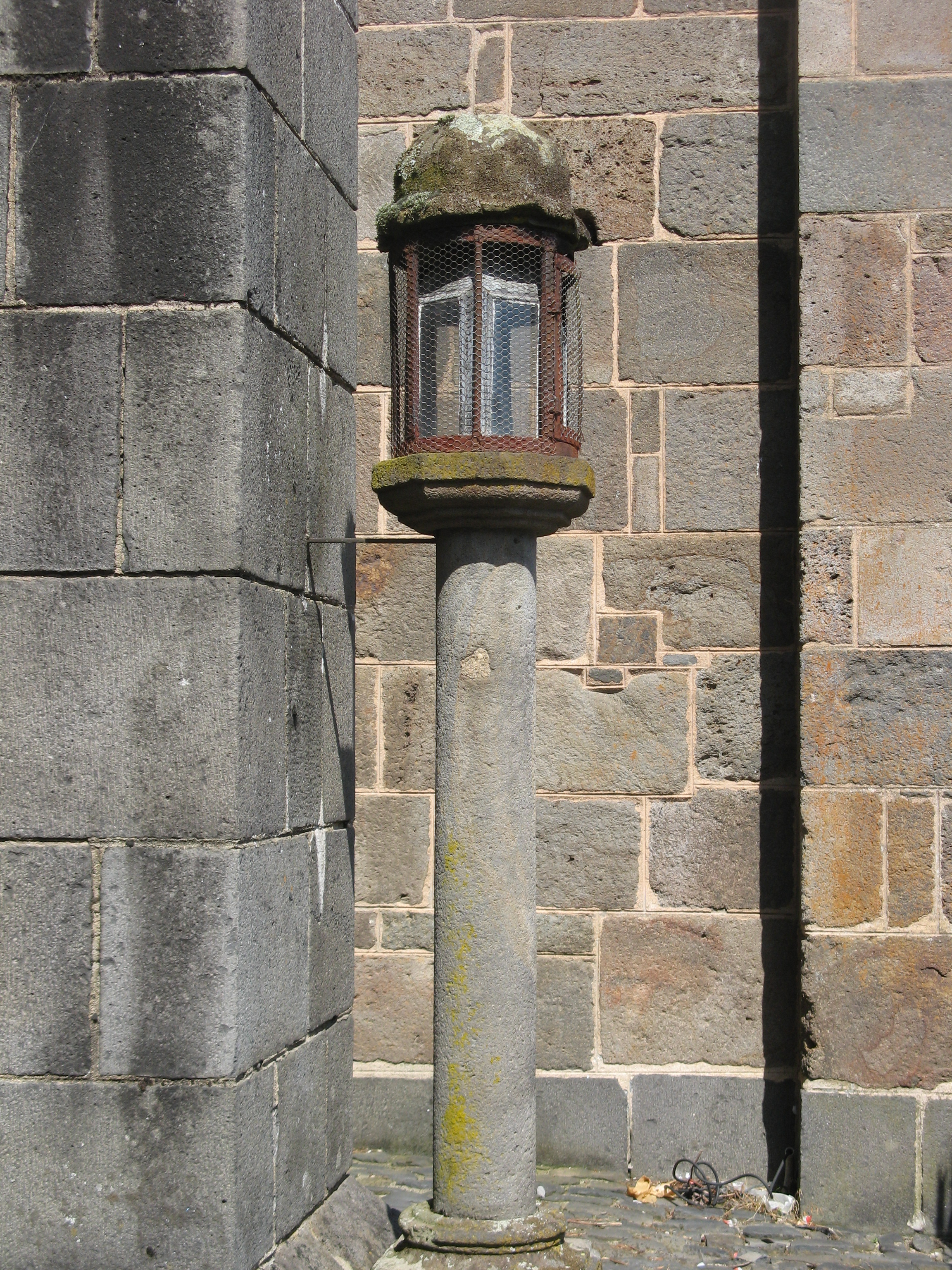
逝者灯
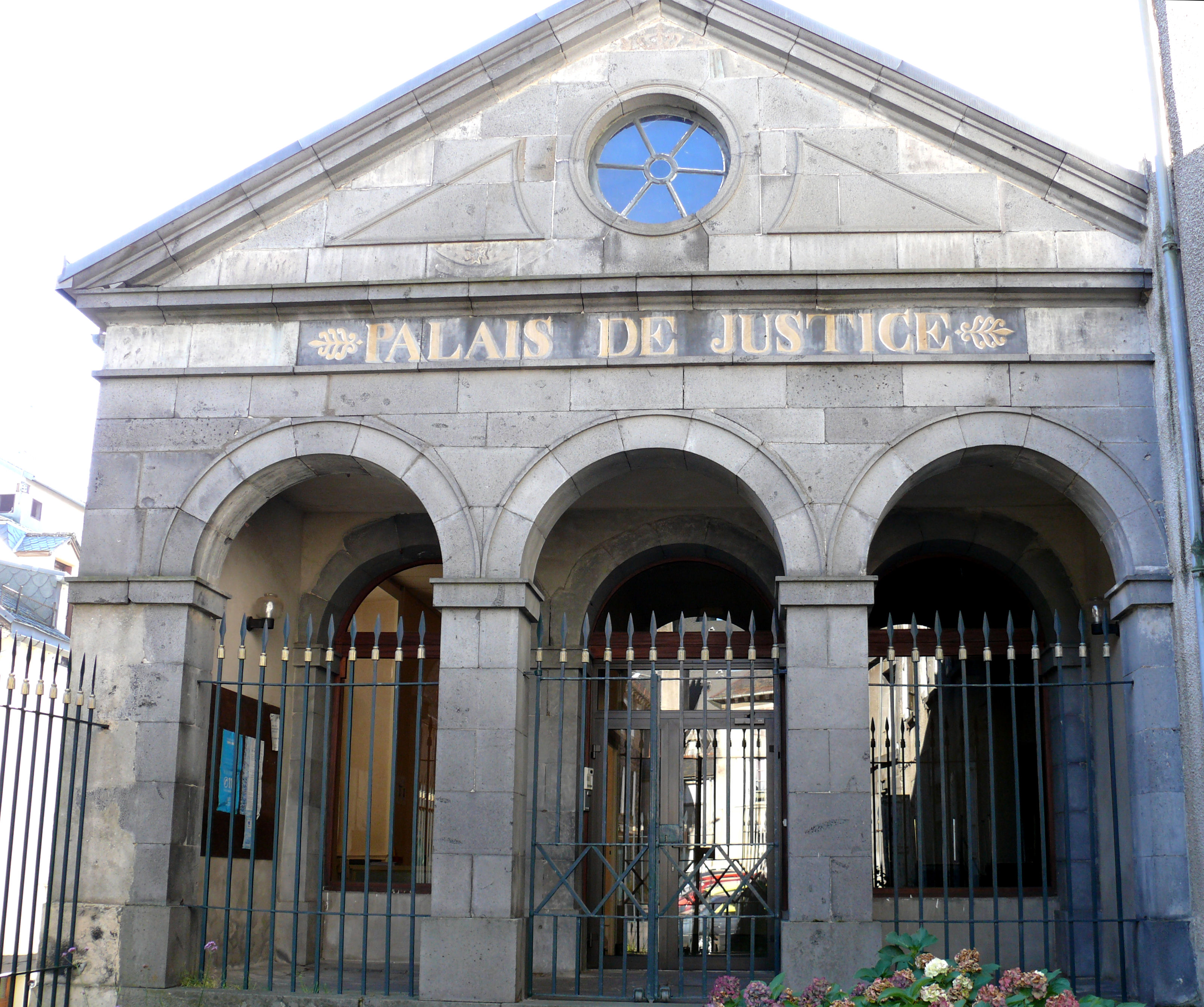
司法宫
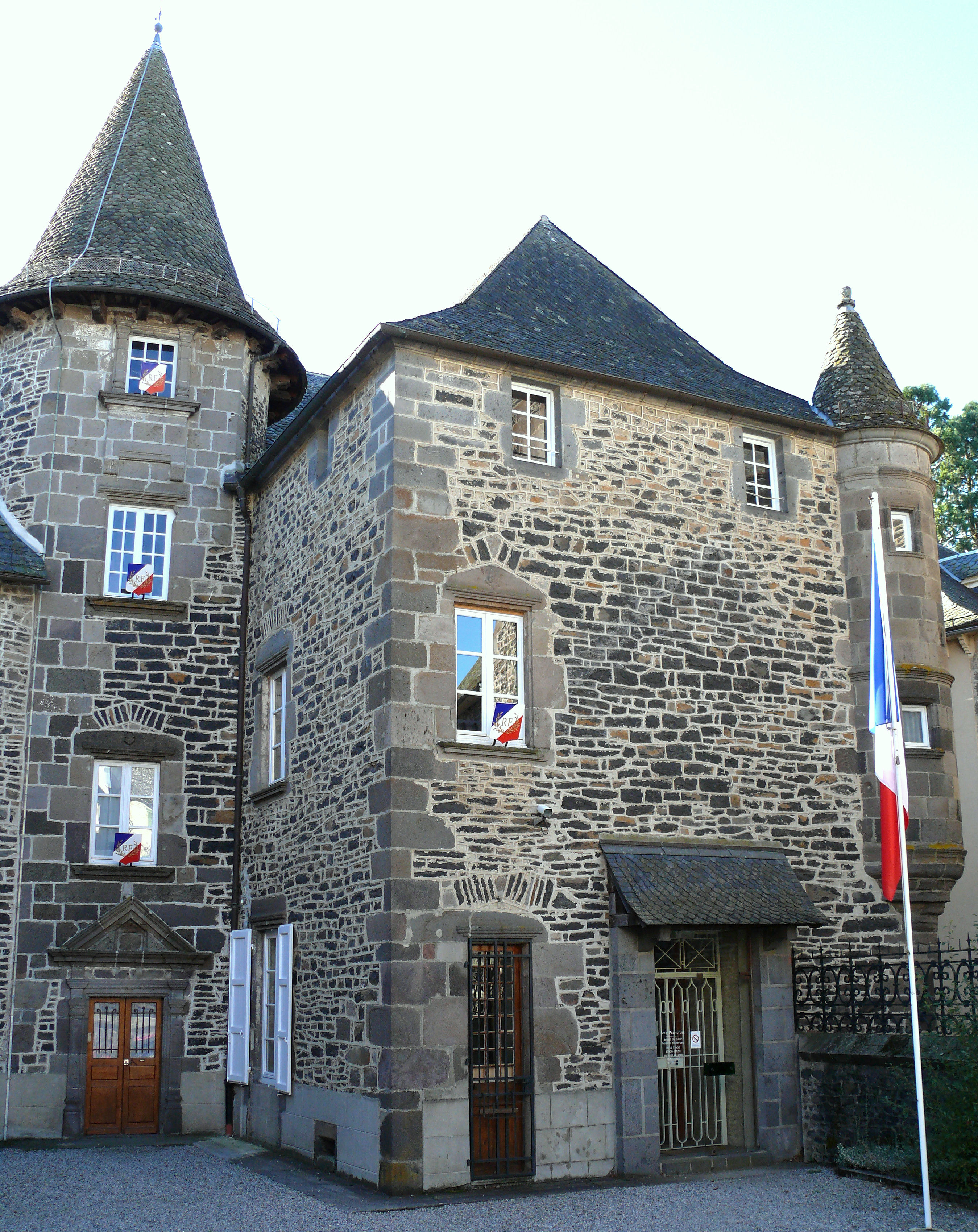
副省政府大楼
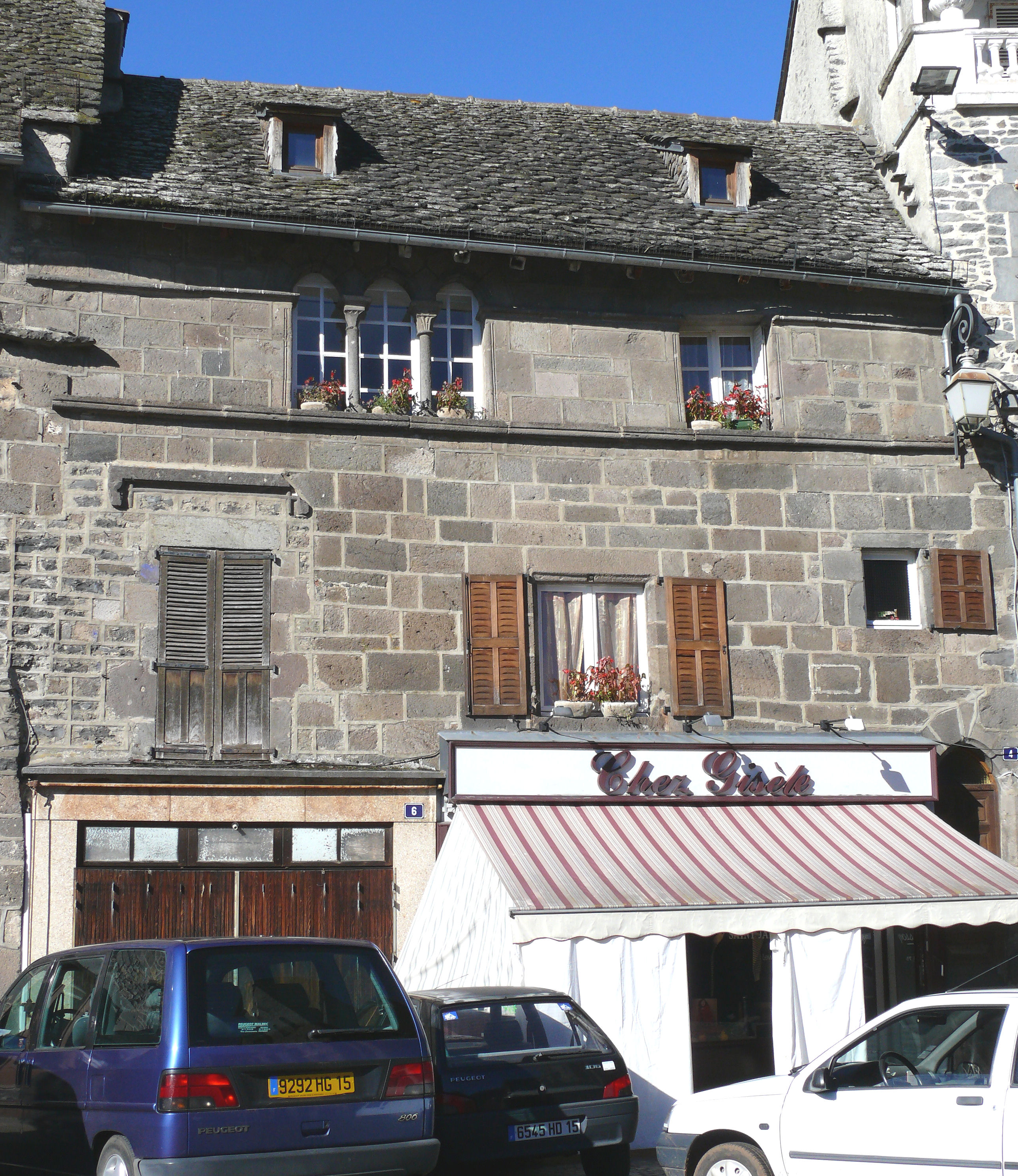
传统民居
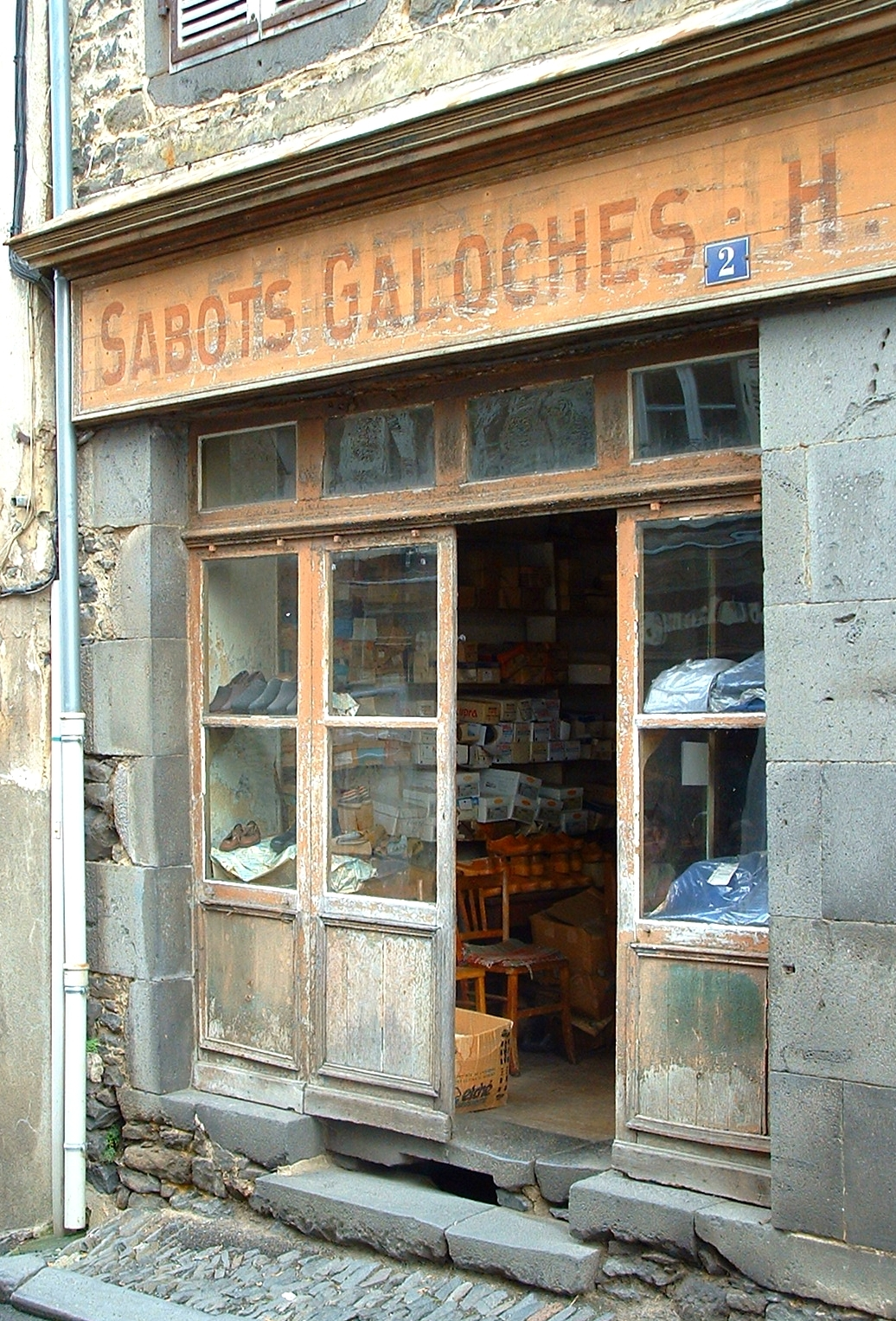
传统商铺门面

### 旅游
莫里亚克的旅游事务由其所属的莫里亚克地区市镇公共社区负责。2022年，莫里亚克境内共有4家酒店共计40间房间；另有1个露营地，可容纳共136辆露营车。

### 媒体
法国主要的媒体均可在莫里亚克接收，法国电视三台下属的奥弗涅-罗讷-阿尔卑斯大区频道在部分时段播出莫里亚克所属区域的地方新闻。《山地报》、《康塔尔之声》（La Voix du Cantal）、蓝色法兰西奥弗涅地区广播、Jordanne广播等是当地主要的地方性媒体。

## 友好城市
截至2022年10月，莫里亚克共与一座城市互为友好城市关系：
- 法國 英格赛姆